# Апухтино (Тверская область)
Апухтино — деревня в Калязинском районе Тверской области. Входит в состав Старобисловского сельского поселения.

## География
Находится на берегу реки Сабля в 12 км на юг от центра поселения деревни Старобислово и в 37 км на юго-восток от города Калязина.

## История
В Дмитровской Писцовой книге 1627-29 годов село Никольское-Опухтино упоминается за задворным конюхом Борисом и братом его Федором Никитиным детьми Опухтина, в нем деревянная церковь Николы Чудотворца да церковь Благовещения Пречистой Богородицы. В клировой ведомости 1796 года в селе Никольсом-Опухтине показана церковь Благовещенская, построенная в 1710 году и 2-я теплая церковь во имя Николая Чудотворца, построенная в 1760 году, деревянная.
В 1800 году в селе была построена каменная Благовещенская церковь с 3 престолами.
В конце XIX — начале XX века село входило в состав Расловской волости Калязинского уезда Тверской губернии. В 1859 году в селе было 19 дворов, церковно-приходское училище.
С 1929 года деревня являлась центром Апухтинского сельсовета Нерльского района Кимрского округа Московской области, с 1935 года — в составе Калининской области, с 1956 года в составе — Калязинского района, с 1994 года — центр Апухтинского сельского округа, с 2005 года — в составе Старобисловского сельского поселения.
До 2010 года в деревне работала Апухтинская основная общеобразовательная школа.

## Население
| 1859 | 1997 | 2002 | 2010 |
| ---- | ---- | ---- | ---- |
| 222  | ↘142 | ↘138 | ↘108 |

## Инфраструктура
В деревне имеются дом культуры, фельдшерско-акушерский пункт, отделение почтовой связи.

## Достопримечательности
В деревне расположена недействующая Церковь Благовещения Пресвятой Богородицы (1800).